# Bajram Fraholli
Bajram Fraholli (Durazzo, 14 settembre 1968) è un ex calciatore albanese, di ruolo centrocampista.

## Carriera

### Nazionale
Ha collezionato 2 presenze ed un gol con la Nazionale albanese.